# Slečna Marplová (seriál)
Slečna Marplová (v anglickém originále Agatha Christie's Marple, zkráceně jen Marple) je britský televizní seriál volně založený na knihách a povídkách britské spisovatelky kriminálních románů Agathy Christie. Vznikl v letech 2004–2013. Titulní postavu ztvárnily Geraldine McEwanová (od první do třetí řady), která z role v roce 2009 odešla, a následně Julia McKenzie (od čtvrté řady dále).
Každá řada se skládá ze čtyř celovečerních dílů, pouze závěrečná šestá řada má jenom tři díly. Prvních šest dílů bylo adaptacemi románů Agathy Christie o slečně Marplové, následující epizody byly odvozeny jak z děl se slečnou Marplovou, tak i z románů Agathy Christie, ve kterých tato postava nevystupovala.
Jane Marplová, postarší slečna žijící v klidné malé vesničce St. Mary Mead, při svých návštěvách přátel a příbuzných v jiných vesnicích (a někdy i když je doma) často narazí na záhadné vraždy nebo se o nich doslechne, a pomáhá je vyřešit. I když se policie někdy zdráhá přijmout pomoc slečny Marplové, její bezkonkurenční pozorovací schopnosti i policisty nakonec přesvědčí.

## Seznam dílů

### 1. řada
- Mrtvola v knihovně (The Body in the Library) – 2004, režie: Andy Wilson, podle stejnojmenného románu
- Vražda na faře (The Murder at the Vicarage) – 2004, režie: Charles  Palmer, podle stejnojmenného románu
- Vlak z Paddingtonu (4.50 from Paddington) – 2004, režie: Andy Wilson, podle stejnojmenného románu
- Ohlášená vražda (A Murder Is Announced) – 2005, režie: John Strickland, podle stejnojmenného románu

### 2. řada
- Zapomenutá vražda (Sleeping Murder) – 2006, režie: Edward Hall, podle stejnojmenného románu
- Není kouře bez ohýnku (The Moving Finger) – 2006, režie: Tom Shankland, podle stejnojmenného románu
- Cukání v palci (By the Pricking of My Thumbs) – 2006, režie: Peter Medak, podle stejnojmenného románu
- Sittafordská záhada (The Sittaford Mystery) – 2006, režie: Paul Unwin, podle stejnojmenného románu

### 3. řada
- V hotelu Bertram (At Bertram's Hotel) – 2007, režie: Dan Zeff, podle stejnojmenného románu
- Zkouška neviny (Ordeal by Innocence) – 2007, režie: Moira Armstrong, podle stejnojmenného románu
- Nultá hodina (Towards Zero) – 2008, režie: David Grindley, Nicolas Winding Refn, podle stejnojmenného románu
- Nemesis (Nemesis) – 2009, režie: Nicolas Winding Refn, podle stejnojmenného románu

### 4. řada
- Kapsa plná žita (A Pocket Full of Rye) – 2009, režie: Charlie Palmer, podle stejnojmenného románu
- Vraždit je snadné (Murder Is Easy) – 2009, režie: Hettie MacDonald, podle stejnojmenného románu
- Smysluplná vražda (They Do It with Mirrors) – 2010, režie: Andy Wilson, podle stejnojmenného románu
- Proč nepožádali Evanse? (Why Didn't They Ask Evans?) –  2011, režie: Hugh Laurie, podle stejnojmenného románu

### 5. řada
- Plavý kůň (The Pale Horse) – 2010, režie: Andy Hay, podle stejnojmenného románu
- Tajemství Chimneys (The Secret of Chimneys) – 2010, režie: John Strickland, podle stejnojmenného románu
- Modrá pelargonie (The Blue Geranium) – 2010, režie: David Moore, podle povídky z knihy The Thirteen Problems
- Rozbité zrcadlo (The Mirror Crack'd from Side to Side) – 2011, režie: Tom Shankland, podle stejnojmenného románu

### 6. řada
- Karibské tajemství (A Caribbean Mystery) – 2013, režie: Charlie Palmer, podle stejnojmenného románu
- Greenshawova kratochvíle (Greenshaw's Folly) – 2013, režie: Sarah Harding, podle povídky z knihy The Adventure of the Christmas Pudding
- Nekonečná noc (Endless Night) – 2013, režie: David Moore, podle stejnojmenného románu